# Carl-Ewald von Rönne
Carl-Ewald von Rönne (ros. Карл-Эвальд Магнусович Ренне, ur. 1663, zm. 1716) – rosyjski generał en chef, baron.
Brał udział w III wojnie północnej. W służbie rosyjskiej od 1702 roku. Mianowany pierwszym komendantem Sankt Petersburga. Od 1704 generał-major, w 1705 mianowany generałem-lejtnantem kawalerii. Jego oddział operował na terytorium Rzeczypospolitej. Brał udział w wojnie rosyjsko-tureckiej 1710-1711. W 1716 wysłany do Polski dla stłumienia konfederacji tarnogrodzkiej.
Był kawalerem Orderu Orła Białego.